# Antonio de Capmany y de Montpalau
Antonio de Capmany y de Montpalau (Barcelone, 24 novembre 1742-Cadix, 14 novembre 1813) est un érudit et littérateur espagnol.

## Biographie
Il participe à la campagne d'Espagne en 1762 au Portugal, puis quitte l'armée en 1770. 
Secrétaire perpétuel de l'Académie d'histoire de Madrid, il a laissé deux ouvrages qui ont longtemps fait autorité sur l'histoire du commerce, de l'industrie et du droit maritime au Moyen Âge : Mémoires sur la marine, le commerce et les arts de Barcelone (4 vol., 1779-1792) et Recueil des coutumes maritimes de Barcelone (2 vol., 1791).

## Œuvres
On lui doit aussi :
- La Philosophie de l'éloquence, 1776
- Théâtre historique et critique de l'éloquence castillane, 5 vol., 1786-1794
- Dictionnaire français-espagnol, 1805
- Mélanges critiques sur divers points d'histoire, 1807